# Championnat du Cap-Vert de football 1999
Navigation
Saison suivante
La saison 1999 du Championnat du Cap-Vert de football est la vingtième édition de la première division capverdienne, le Campeonato Nacional. Après une phase régionale qualificative disputée sur chacune des neuf îles habitées de l'archipel, les champions de chaque île disputent le championnat national, joué en deux phases :
- une phase de poules (deux poules de quatre équipes) dont seul le premier accèdent à la finale
- une finale en matchs aller et retour qui détermine le vainqueur du championnat

C’est le Grêmio Desportivo Amarantes qui remporte la compétition cette saison, après avoir battu le Vulcânicos Futebol Clube en finale nationale. Il s'agit du tout premier titre de champion du Cap-Vert de l’histoire du club.

## Les clubs participants
- Île de Boa Vista :
  - Associação Académica e Operária
- Île de Brava :
  - Clube Desportivo Nô Pintcha
- Île de Fogo :
  - Vulcânicos Futebol Clube
- Île de Maio :
  - Clube Deportivo Onze Unidos
- Île de Sal :
  - Futebol Clube Juventude

- Île de Santiago :
  - Pas de championnat disputé cette saison
- Île de Santo Antão :
  - Solpontense Futebol Clube
- Île de São Nicolau:
  - Futebol Clube de Ultramarina
- Île de São Vicente:
  - Grêmio Desportivo Amarantes

## Compétition

### Phase de poules
Le barème utilisé pour établir le classement est le suivant :
- Victoire : 3 points
- Match nul : 1 point
- Défaite, forfait ou abandon : 0 point

Groupe A :
| Rang | Équipe                       | Pts | J | G | N | P | Bp | Bc | Diff |  | Résultats (▼ dom., ► ext.)   | Ama | Juvs | Solp | Ultr |
| ---- | ---------------------------- | --- | - | - | - | - | -- | -- | ---- |  | ---------------------------- | --- | ---- | ---- | ---- |
| 1    | Grêmio Desportivo Amarantes  | 13  | 6 | 4 | 1 | 1 | 8  | 5  | +3   |  | Grêmio Desportivo Amarantes  |     | 4-0  | 2-1  | 0-0  |
| 2    | Futebol Clube Juventude      | 10  | 6 | 3 | 1 | 2 | 9  | 11 | -2   |  | Futebol Clube Juventude      | 3-0 |      | 2-2  | 2-1  |
| 3    | Solpontense Futebol Clube    | 8   | 6 | 2 | 2 | 2 | 14 | 8  | +6   |  | Solpontense Futebol Clube    | 1-2 | 4-0  |      | 4-0  |
| 4    | Futebol Clube de Ultramarina | 2   | 6 | 0 | 2 | 4 | 3  | 10 | -7   |  | Futebol Clube de Ultramarina | --+ | 0-2  | 2-2  |      |

Groupe B :
| Rang | Équipe                          | Pts | J | G | N | P | Bp | Bc | Diff |  | Résultats (▼ dom., ► ext.)      | Vul | AOp | OnU | Ptch |
| ---- | ------------------------------- | --- | - | - | - | - | -- | -- | ---- |  | ------------------------------- | --- | --- | --- | ---- |
| 1    | Vulcânicos Futebol Clube        | 5   | 3 | 1 | 2 | 0 | 6  | 3  | +3   |  | Vulcânicos Futebol Clube        |     | 1-0 | 3-1 | 1-0  |
| 2    | Associação Académica e Operária | 5   | 3 | 1 | 2 | 0 | 5  | 4  | +1   |  | Associação Académica e Operária | 1-1 |     | 3-1 | +--  |
| 3    | Clube Deportivo Onze Unidos     | 1   | 2 | 0 | 1 | 1 | 2  | 3  | -1   |  | Clube Deportivo Onze Unidos     | +-- | 0-2 | 2-0 |      |
| 4    | Clube Desportivo Nô Pintcha     | 1   | 2 | 0 | 1 | 1 | 1  | 4  | -3   |  | Clube Desportivo Nô Pintcha     | 1-2 | 1-1 | 3-1 |      |

#### Finales
|  | Grêmio Desportivo Amarantes | 2 - 0 | Vulcânicos Futebol Clube | Stade municipal Adérito Sena, Mindelo |  |
|  |                             |       |                          |                                       |  |

|  | Vulcânicos Futebol Clube | 1 - 1 | Grêmio Desportivo Amarantes | Estadio 5 de Julho, São Filipe |  |
|  |                          |       |                             |                                |  |

## Bilan de la saison
| Championnat du Cap-Vert de football 1999                 |                                         |
| Champion                                                 | Grêmio Desportivo Amarantes (1er titre) |
| Qualifications continentales                             |                                         |
| Ligue des champions de la CAF 2000                       | Sporting Clube da Praia                 |
| Coupe d'Afrique des vainqueurs de coupe de football 2000 | Aucun                                   |
| Coupe de la CAF 2000                                     | Aucun                                   |
| Promotions et relégations                                |                                         |
| Promus en Campeonato Naçional                            | Aucun                                   |
| Relégués                                                 | Aucun                                   |